# 瓦维尼
瓦维尼（法語：Wavignies，法語發音：[waviɲi]）是法国瓦兹省的一个市镇，属于克莱蒙区。

## 地理
瓦维尼（49°32'48"N, 2°21'34"E）面积9.81 平方千米，位于法国上法蘭西大區瓦兹省，该省份为法国北部内陆省份，北起索姆省，西接厄尔省和滨海塞纳省，南至塞纳-马恩省和瓦兹河谷省，东临埃纳省。
与瓦维尼接壤的市镇（或旧市镇、城区）包括：昂索维莱、比康、康普勒米、卡蒂永-菲姆雄、蒂约。

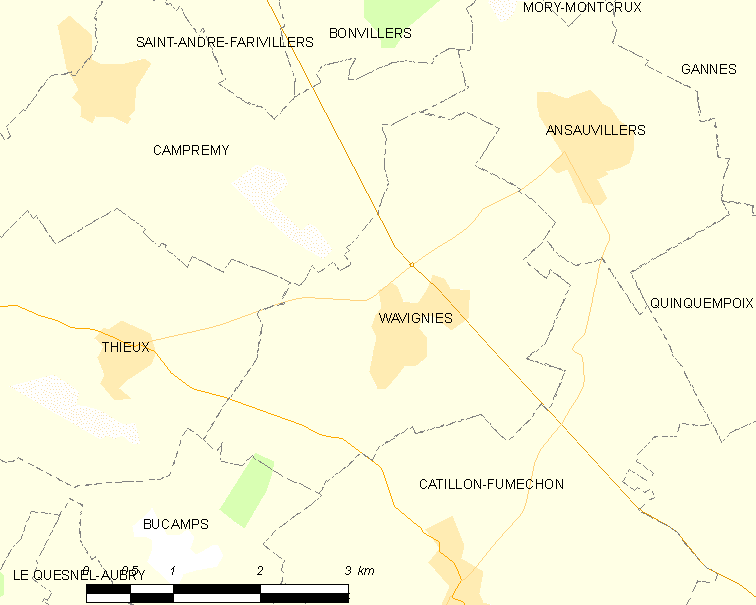
瓦维尼的OSM定位图

瓦维尼的时区为UTC+01:00、UTC+02:00（夏令时）。

## 行政
瓦维尼的邮政编码为60130，INSEE市镇编码为60701。

## 政治
瓦维尼所属的省级选区为圣瑞斯特昂绍塞县。

## 人口

1962-2008年间瓦维尼人口变化图示

瓦维尼于2022年1月1日时的人口数量为1347人。